# Hydrotaea obtusiseta
Hydrotaea obtusiseta este o specie de muște din genul Hydrotaea, familia Muscidae, descrisă de Feng în anul 1997. Conform Catalogue of Life specia Hydrotaea obtusiseta nu are subspecii cunoscute.